# Cersa kratochvili
Genre
Espèce
Cersa kratochvili, unique représentant du genre Cersa, est une espèce d'opilions laniatores de la famille des Zalmoxidae.

## Distribution
Cette espèce est endémique de la province de Sancti Spíritus à Cuba. Elle se rencontre vers Trinidad.

## Description
Le mâle holotype mesure 1,7 mm.

## Publication originale
- Šilhavý, 1979 : « New opilionids from the subfamily Phalangodinae from Cuba (Arachn.: Opilionidea). » Věstník československé Společnosti zoologické, vol. 43, no 1, p. 60–75.